# Cratere Esclangon
Esclangon è un cratere lunare situato sulla superficie irregolare a nordovest del cratere Macrobius e ad est di Sinus Amoris. A ovest-sudovest del cratere è presente il cratere Hill, mentre a est nordest si trova il Lacus Bonitatis.
Il fondo del cratere è stato inondato e ne rimane solo un basso bordo che sporge dalla superficie. Il bordo non è completamente circolare, poiché presenta delle protuberanze a nordest e nordovest, probabilmente dovute a resti di crateri più piccoli che si sono uniti al bordo principale. La superficie interna è livellata e senza caratteristiche di rilievo.
Precedentemente questo cratere era stato contrassegnato con il nome Macrobius L, prima di ricevere il nome ufficiale dalla IAU.